# Lista râurilor din Liban
Aceasta este o listă a tuturor cursurilor de apă numite râuri din Liban. Libanul are 22 de râuri, toate nefiind navigabile; 28 de râuri își au originea pe fața vestică a munților Liban și trec prin cheile abrupte și în Marea Mediterană, celelalte 6 apar în Valea Beqaa.
| Nume modern              | Alte nume      | Nume vechi                 |
| ------------------------ | -------------- | -------------------------- |
| Nahr al-Kabir al-Janoubi | Nahr al-Kabir  | Râul Eleutherus            |
| Râul Ostouene            |                |                            |
| Nahr Ghadir              |                |                            |
| Râul Arqa                |                |                            |
| Nahr al-Bared            |                |                            |
| Râul Kadisha             | Nahr Abu Ali   |                            |
| Râul Al-Jawz             |                |                            |
| Râul Abraham             | Nahr Ibrahim   | Râul Adonis                |
| Nahr al-Kalb             | Râul câinelui  | Râul Lycus                 |
| Râul Beirut              | nahr Beirut    | Râul Magoras               |
| Râul Damour              | Nahr Al Damour | Râul Damoros, Râul Tamyrus |
| Râul Awali               | Bostrenus      | Râul Asclepius             |
| Râul Siniq               |                |                            |
| Râul Zahrani             |                |                            |

| Nume modern  | Alte nume      | Nume vechi   |
| ------------ | -------------- | ------------ |
| Râul Litani  | Râul Qasimiyeh | Râul Leontes |
| Râul Asi     |                | Râul Orontes |
| Râul Hasbani | Nahal Snir     |              |